# Hrabstwo Daviess (Indiana)

Piramida wieku hrabstwa

Hrabstwo Daviess (ang. Daviess County) – hrabstwo w stanie Indiana w Stanach Zjednoczonych.

## Geografia
Według spisu z 2010 roku obszar całkowity hrabstwa obejmuje powierzchnię 436,87 mili2 (1131,49 km²), z czego 429,49 mili2 (1112,37 km²) stanowią lądy, a 7,39 mili2 (19,14 km²) stanowią wody. Według szacunków United States Census Bureau w roku 2012 miało 32 064 mieszkańców. Jego siedzibą administracyjną jest Washington.

### Miasta
- Alfordsville
- Cannelburg
- Elnora
- Montgomery
- Odon
- Plainville
- Raglesville (CDP)
- Washington